# به حقیقت پیوستن
به حقیقت پیوستن یا محقق شدن (انگلیسی: Come True) یک فیلم ترسناک علمی تخیلی کانادایی به کارگردانی و نویسندگی آنتونی اسکات برنز است. در این فیلم لندن لیبران و جولیا سارا استون به ایفای نقش می‌پردازند.

## خلاصه داستان
یک نوجوان فراری در یک پژوهش نامعلوم درمورد خواب برای دریافت مقداری پول شرکت میکند . این تصمیم تبدیل به یک ماجرای کابوس وار برای او میشود .